# Мать Армения
«Мать Армения» (арм. Մայր Հայաստան) — монумент в честь победы Советского Союза в Великой Отечественной войне в Ереване. Высота 54 м, из них 22 м — высота статуи. Расположен на вершине холма в парке Ахтанак (Победа). Скульптура находится на главной оси проспекта Месропа Маштоца, возвышаясь над зданием Матенадарана.

## История
Пьедестал был построен в 1950 году по проекту архитектора Рафаела Исраеляна. Первоначально на нём был установлен памятник Сталину (скульптор Сергей Меркуров). Массивный пьедестал со ступенчатым завершением выполнен из гранита, использованы мотивы национального орнамента — резьбы по камню. Он изначально предназначался для музея Великой Отечественной войны. Внутри расположились три этажа помещений с большими залами. Снаружи постамент отделан чёрным армянским туфом нижняя площадка и ступени базальтовые. На лицевой стороне барельеф в виде ордена «Победа». В 1962 году скульптура Сталина была демонтирована.
В 1967 году на пустующем пьедестале была установлена 22-метровая статуя «Мать Армения» работы скульптора Ара Арутюняна. Официальной церемонии открытия не было. Скульптору удалось установить связь новой скульптуры со старым пьедесталом как в композиции, так и в декоративных деталях. Найти баланс между размерами старого и нового памятника ему помогли сохранившиеся фрагменты скульптуры Сталина (глаз и ботинок).
Скульптура выполнена из чеканной меди, символизирует могущество и величие Родины. Представляет собой образ матери, вкладывающей меч в ножны. У ног матери лежит щит. На лбу у неё «родинка», покрытая тонкими листами золота. Скульптура характерна стилизованной формой рук, строгими чертами одежды. Критики отмечали, что использовав хорошо известный мотив воительницы с мечом, скульптор не привнёс в него ничего принципиально нового.
Прообразом «Матери Армении» стала 17-летняя девушка Евгения Мурадян. Ара Арутюнян встретил её в магазине и уговорил позировать для скульптуры. Сам скульптор вспоминал, что он также запечатлел в памятнике образ своей жены. Существует легенда, что щит в основании скульптуры скрывает ноги Сталина, однако это не соответствует действительности.
В 1970 году в основании памятника был открыт музей Великой Отечественной войны. В 1995 году он был переименован в военный музей «Мать Армения», и с того времени находится в ведении министерства обороны Армении. В музее два основных раздела, посвящённые Великой Отечественной и Карабахской войнам. Раздел о Великой Отечественной войне рассказывает об участии в ней армянского народа. Представлены личные вещи, оружие, документы и портреты героев. Вокруг пьедестала выставлены различные образцы советского оружия. Среди них бронированная машина пехоты, бронемашина-152, танк Т-34, самолет МиГ-19, Катюша БМ-13, зенитный пулемет 76 мм, зенитно-ракетный комплекс С-75.

## Галерея

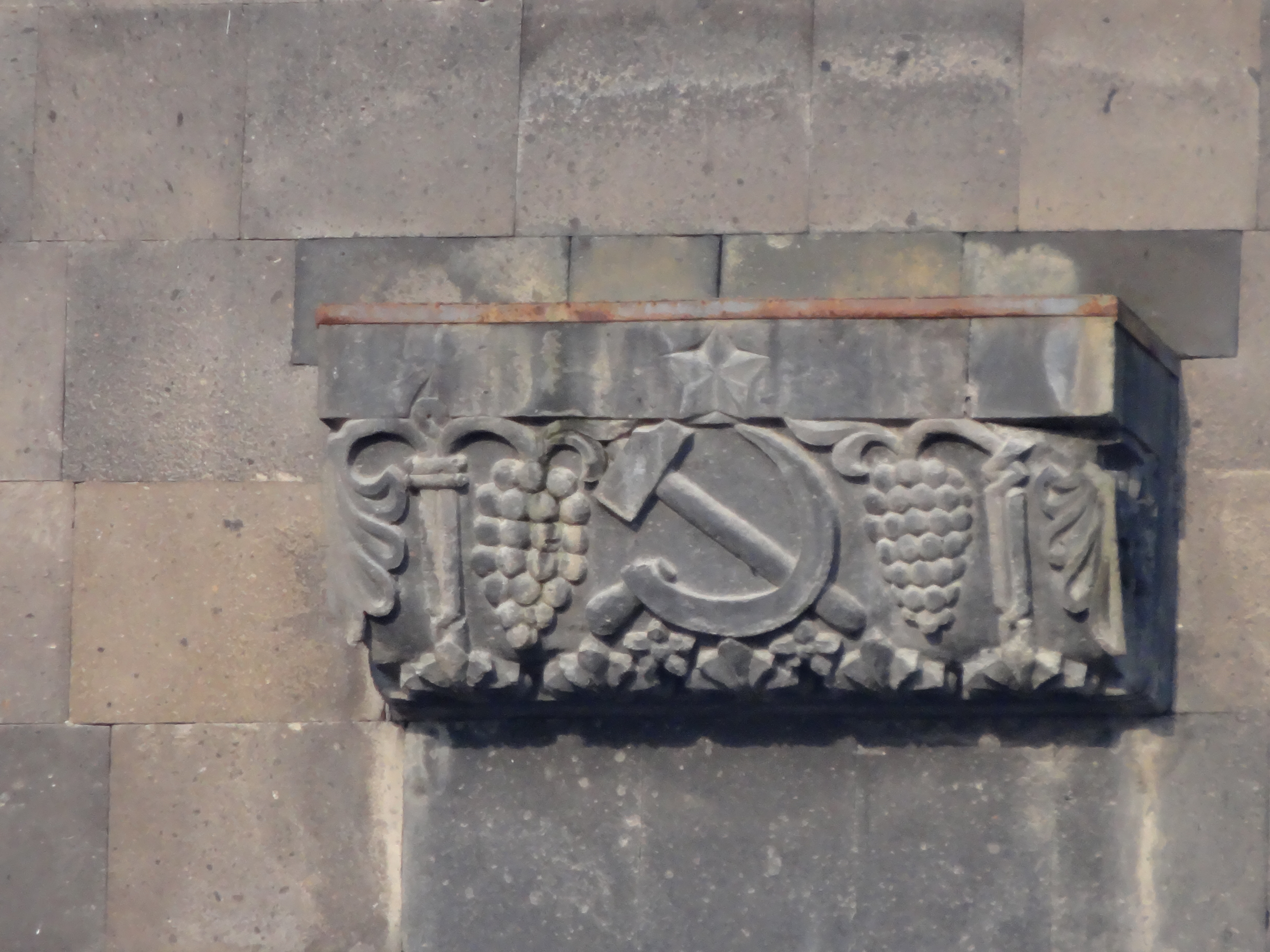
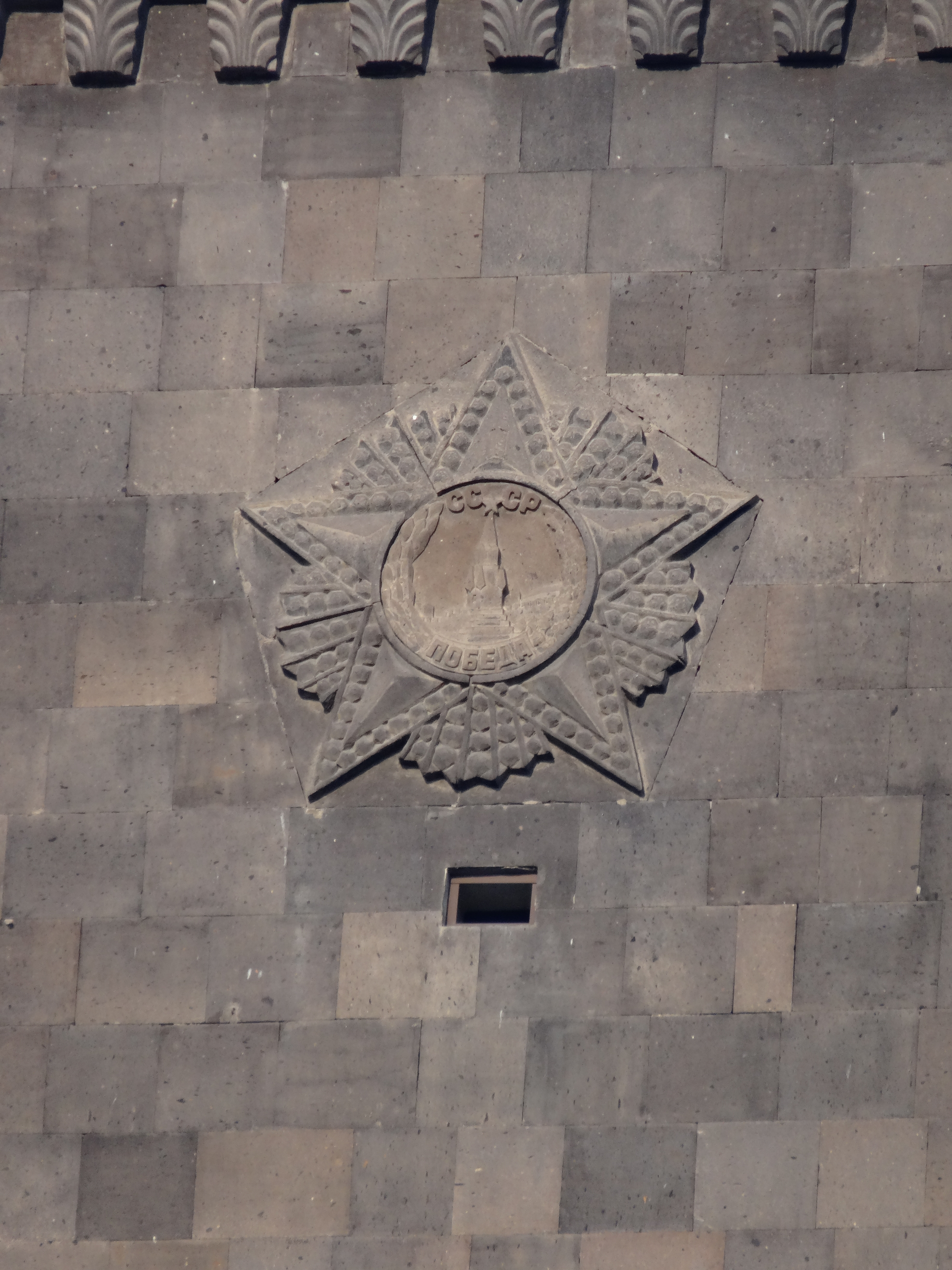
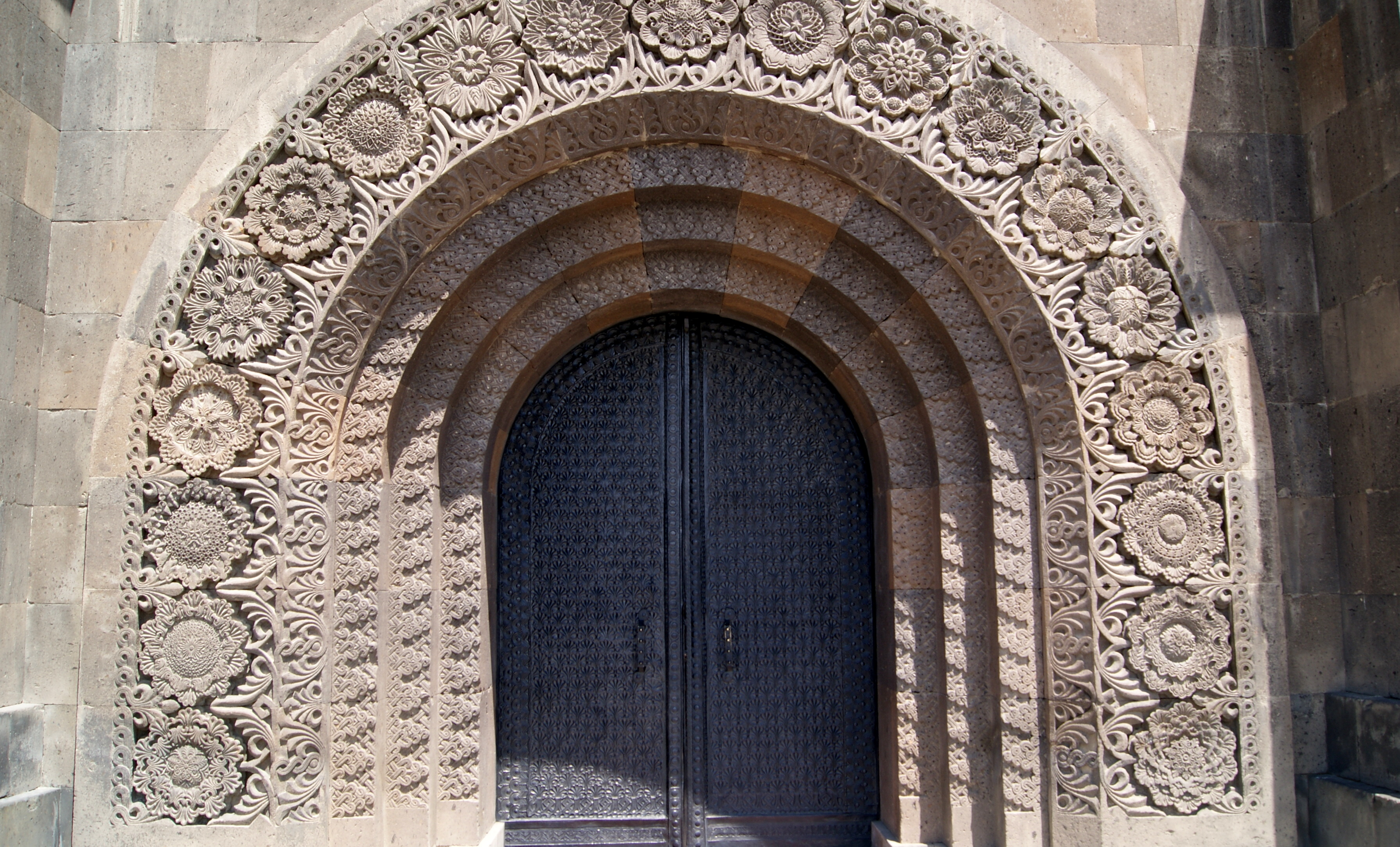
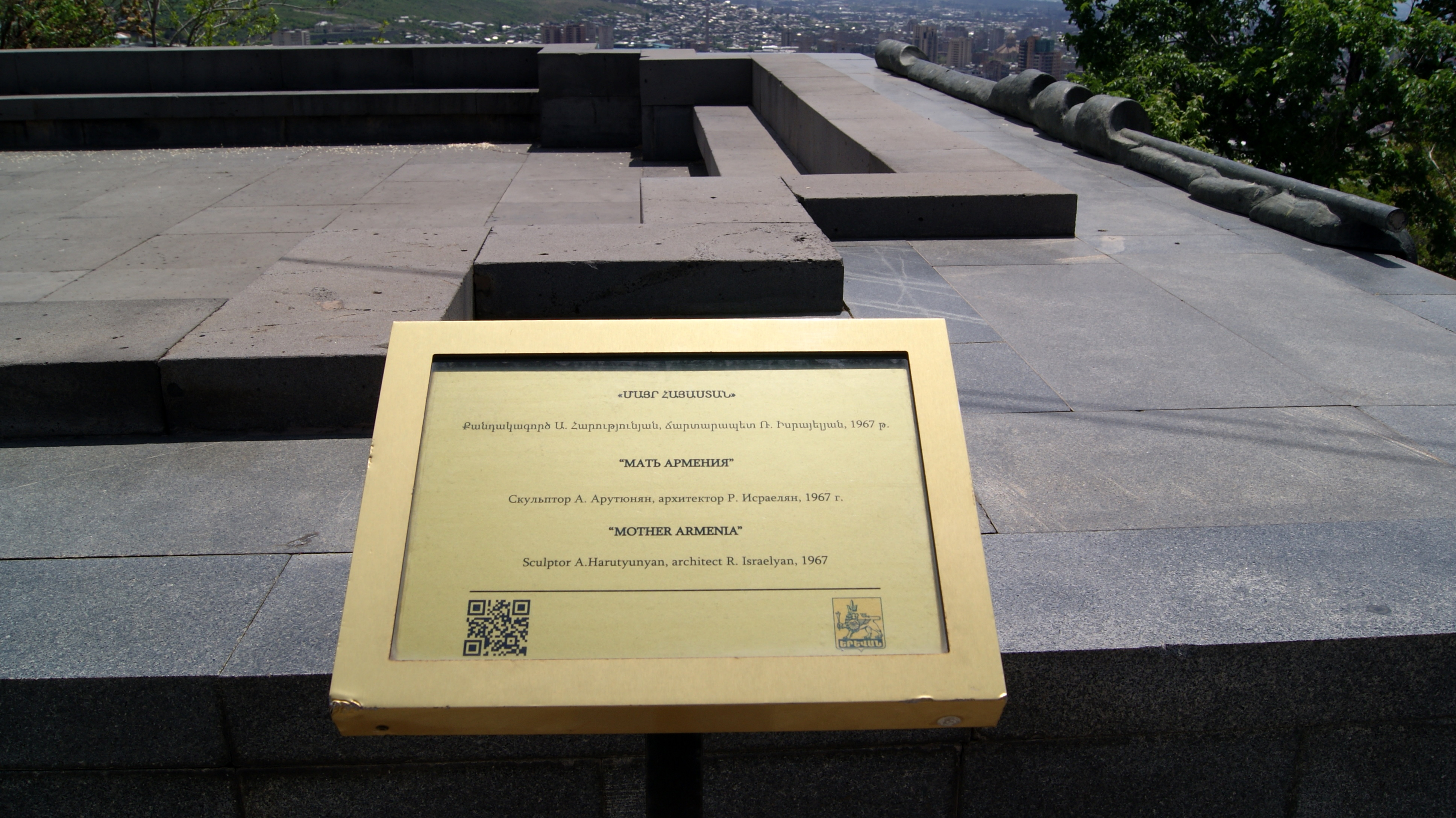
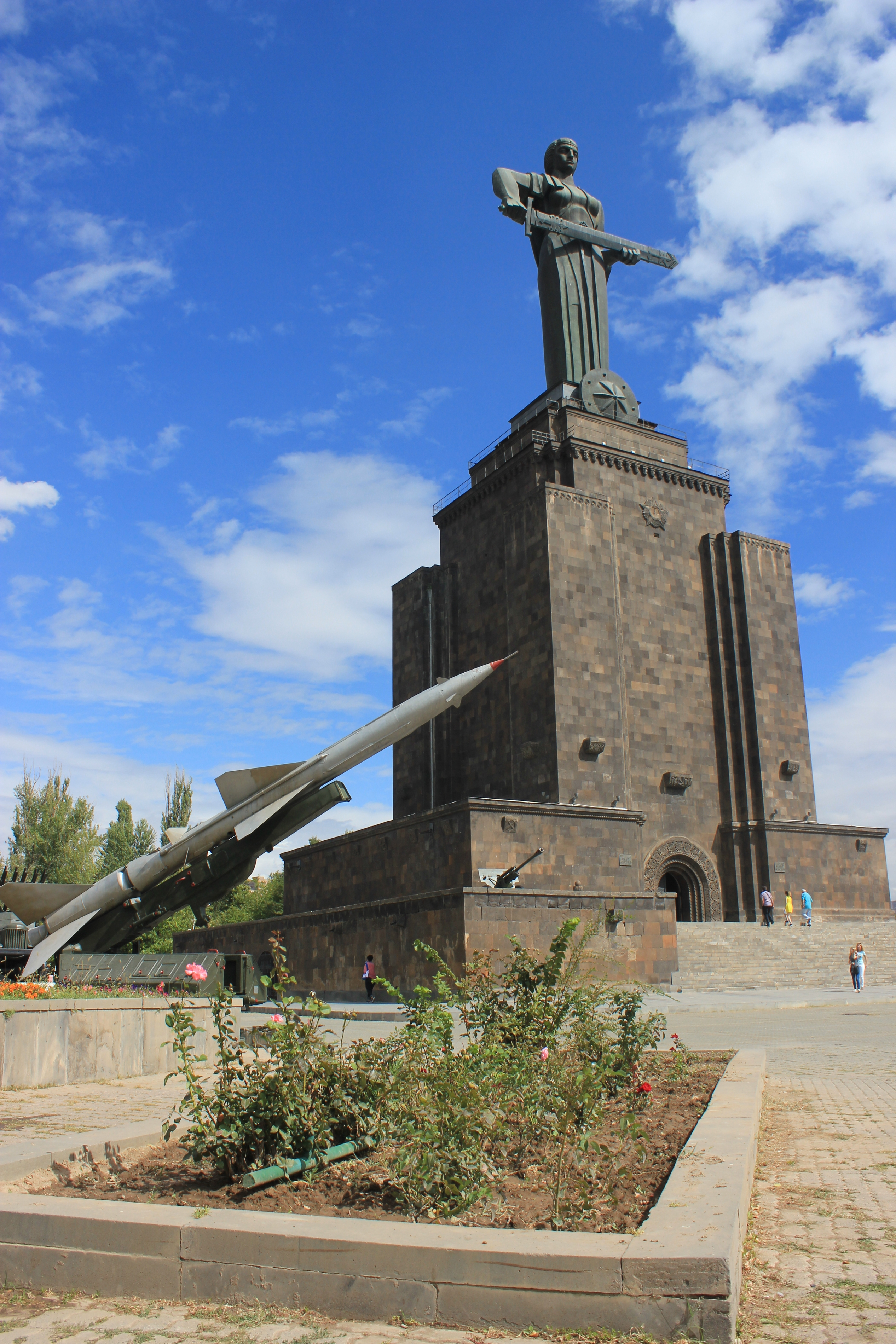
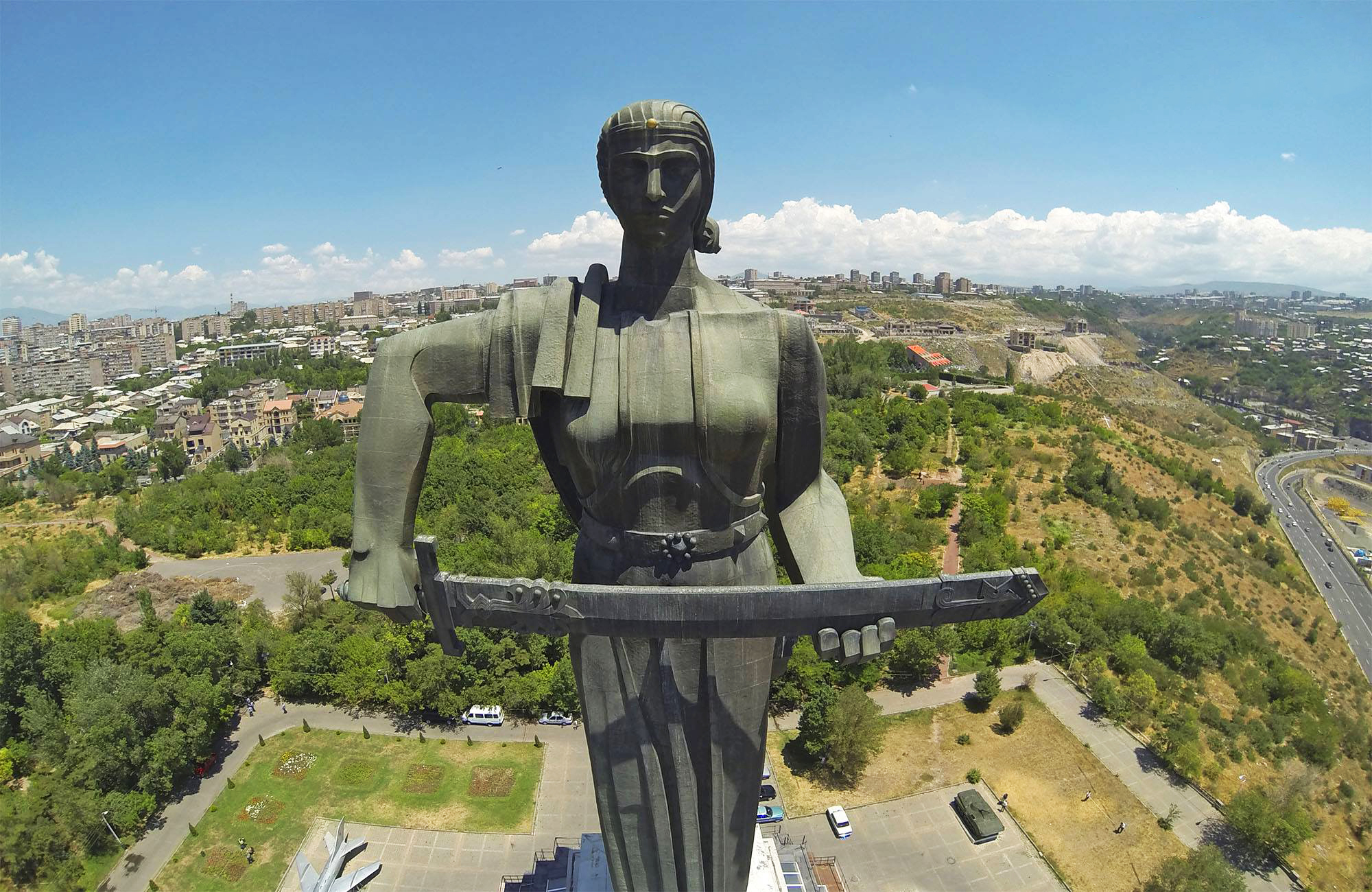
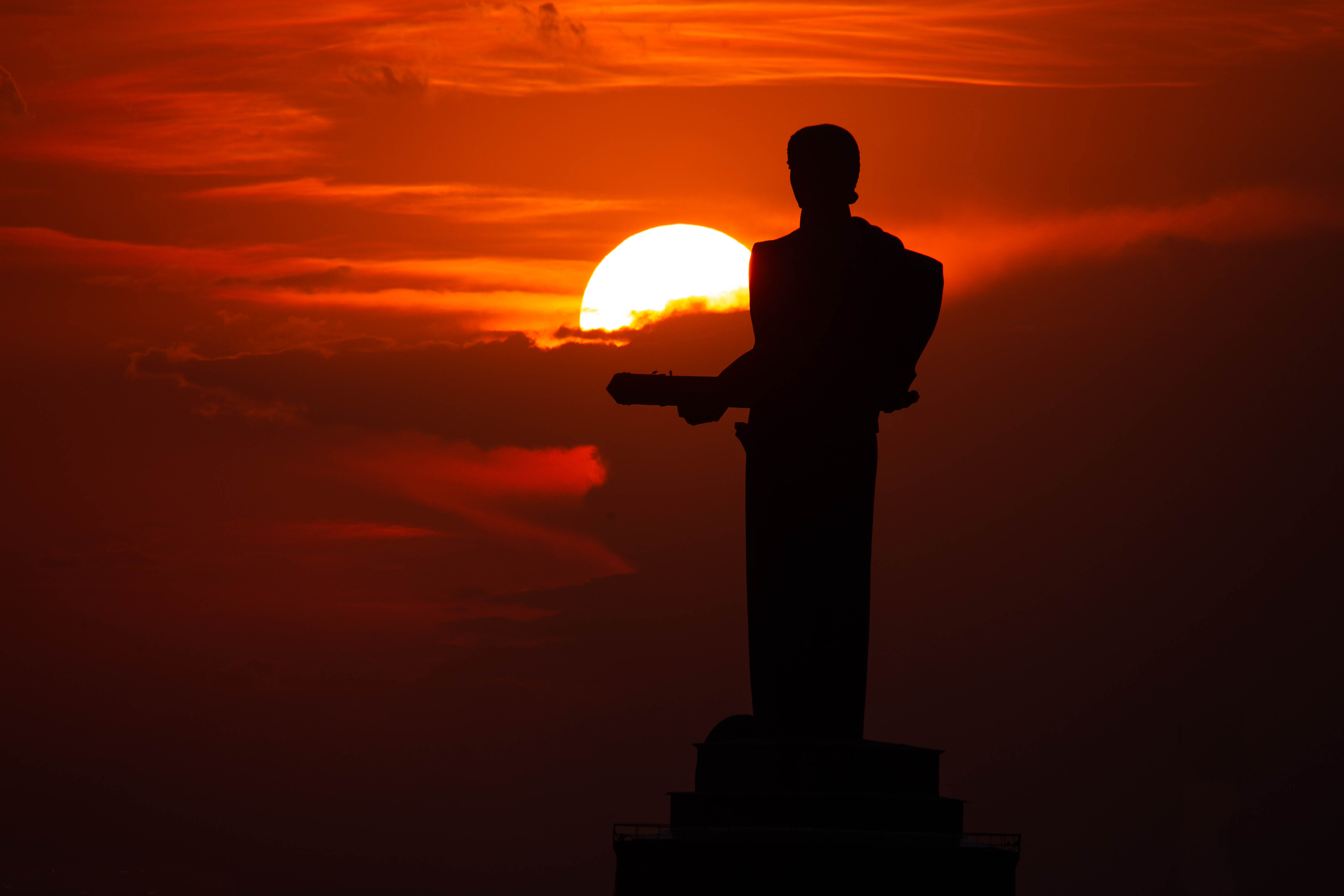
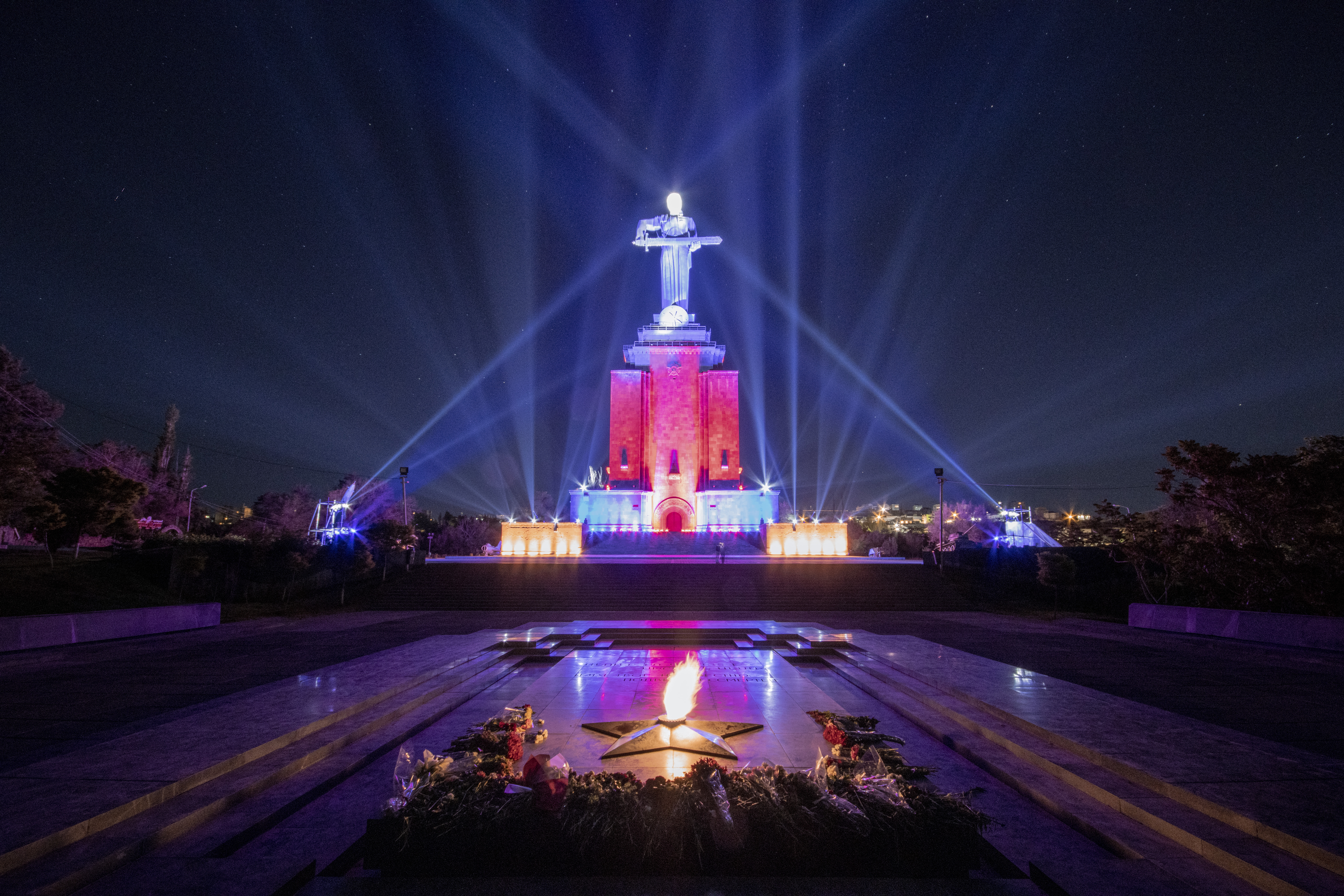
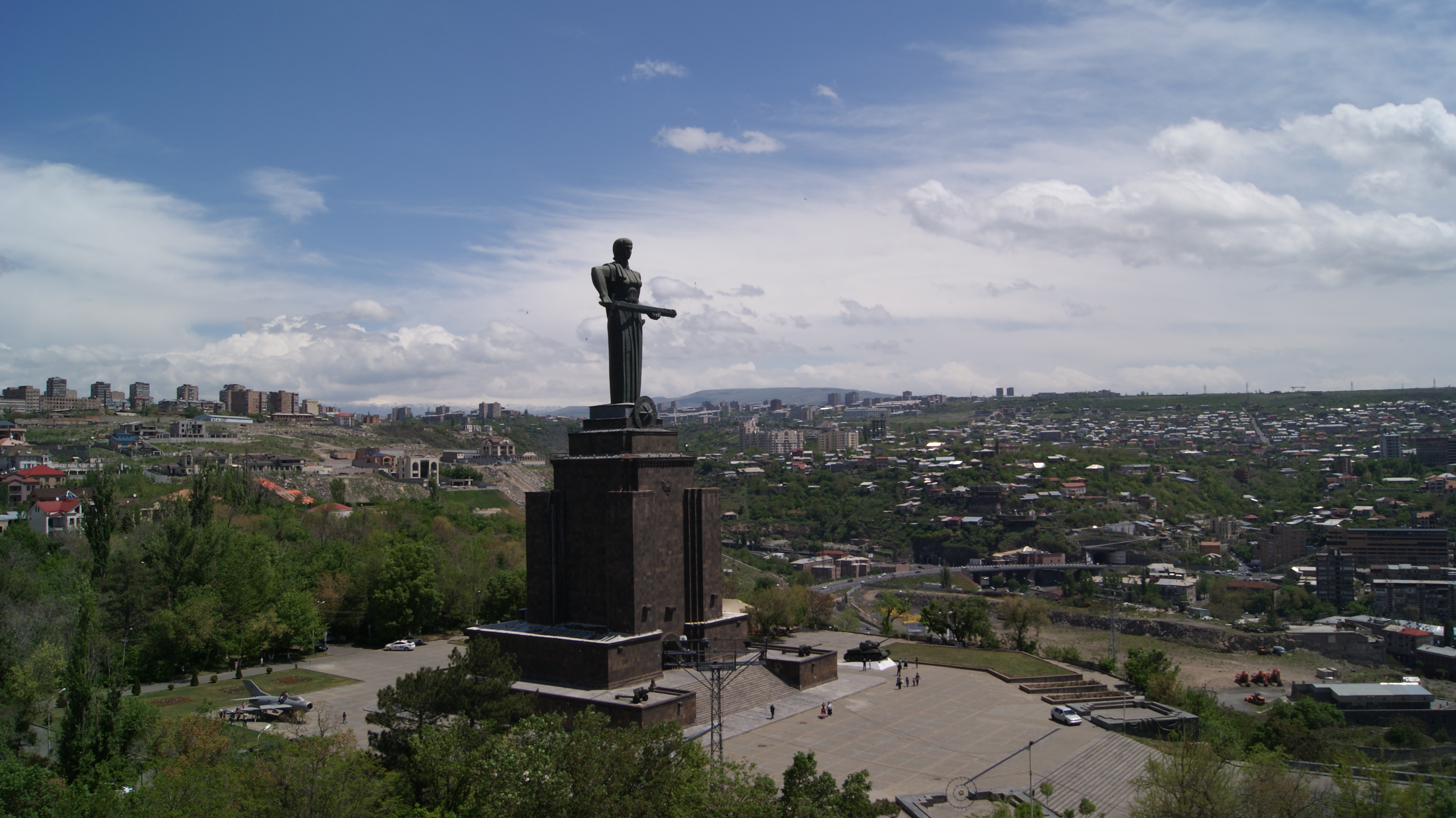
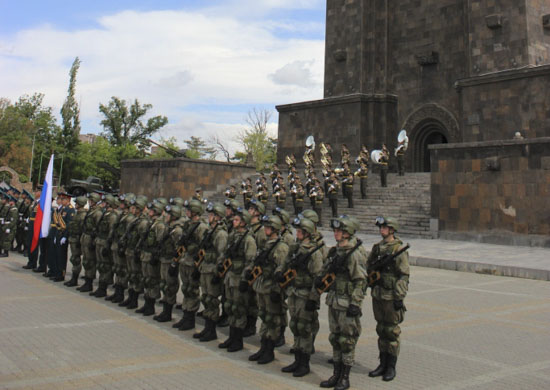
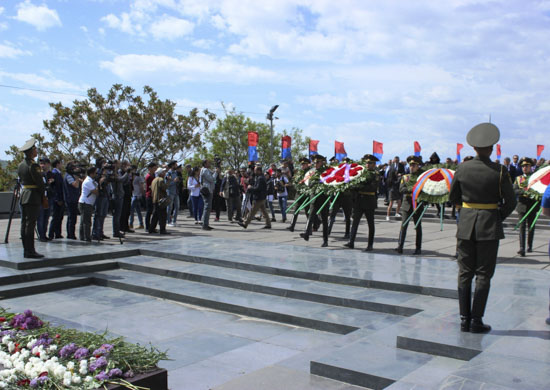

Зал военного музея, посвящённый Великой Отечественной войне
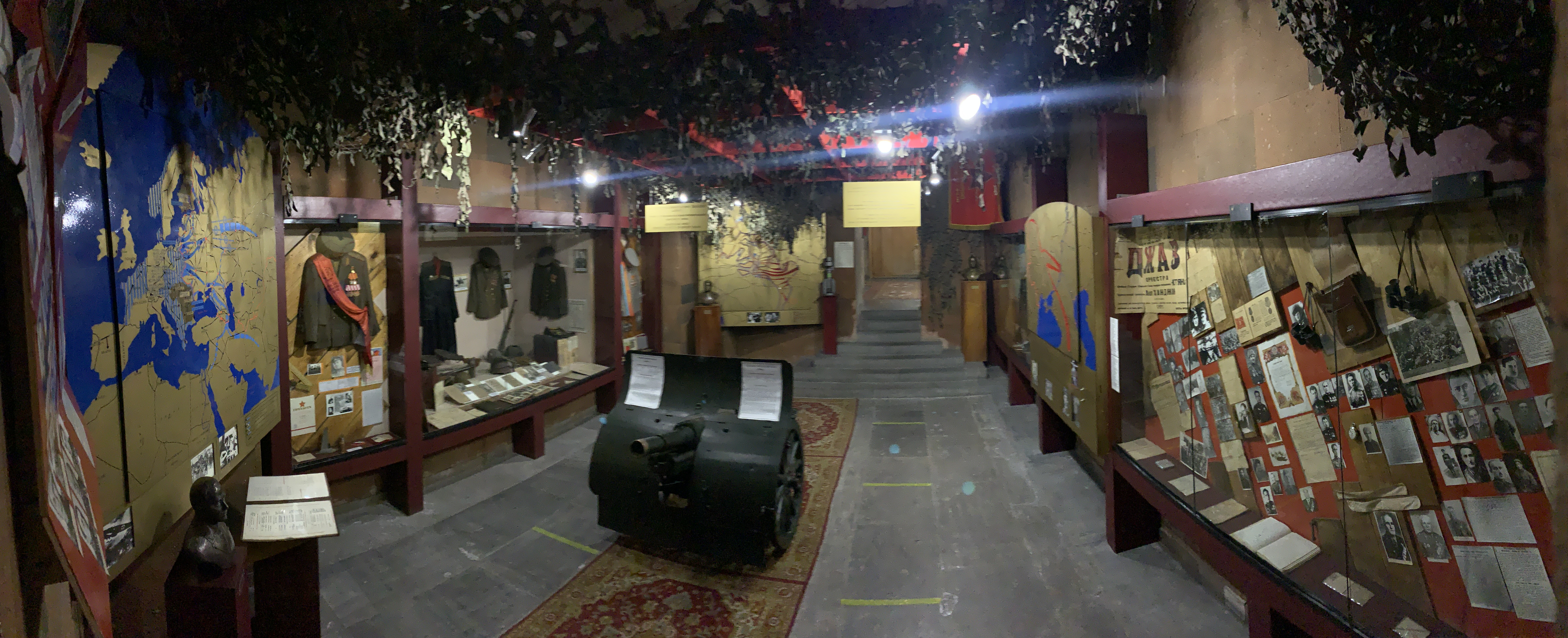
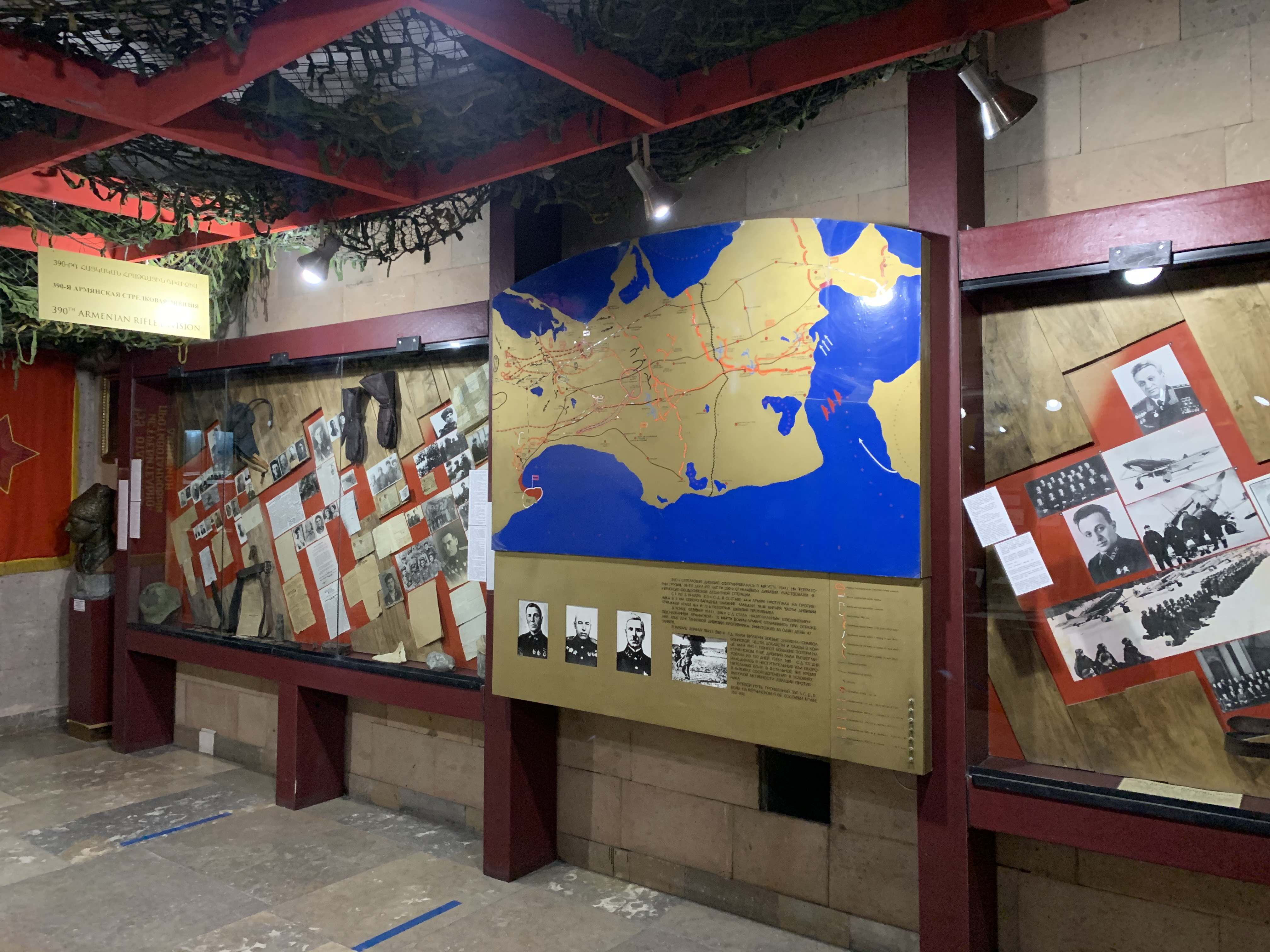
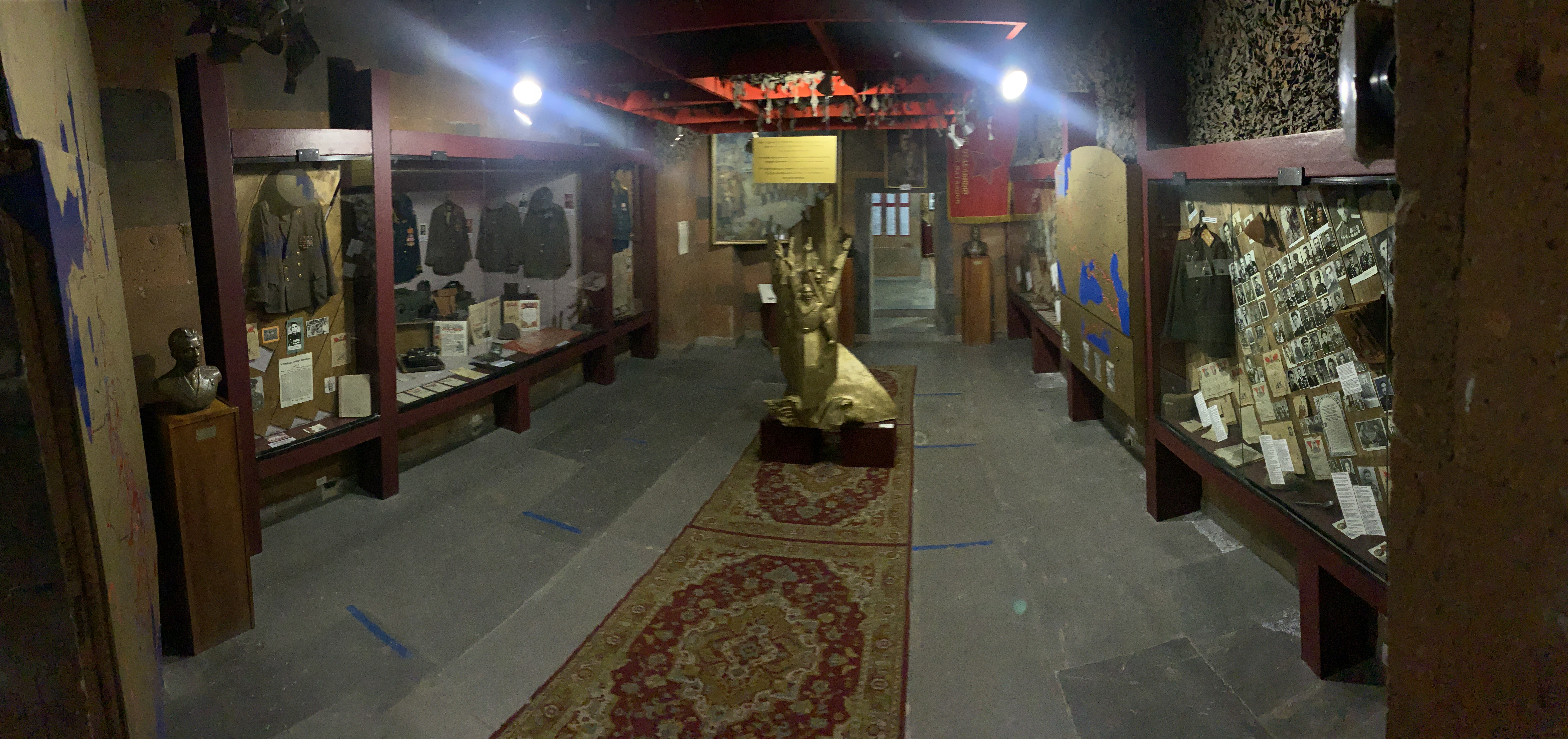
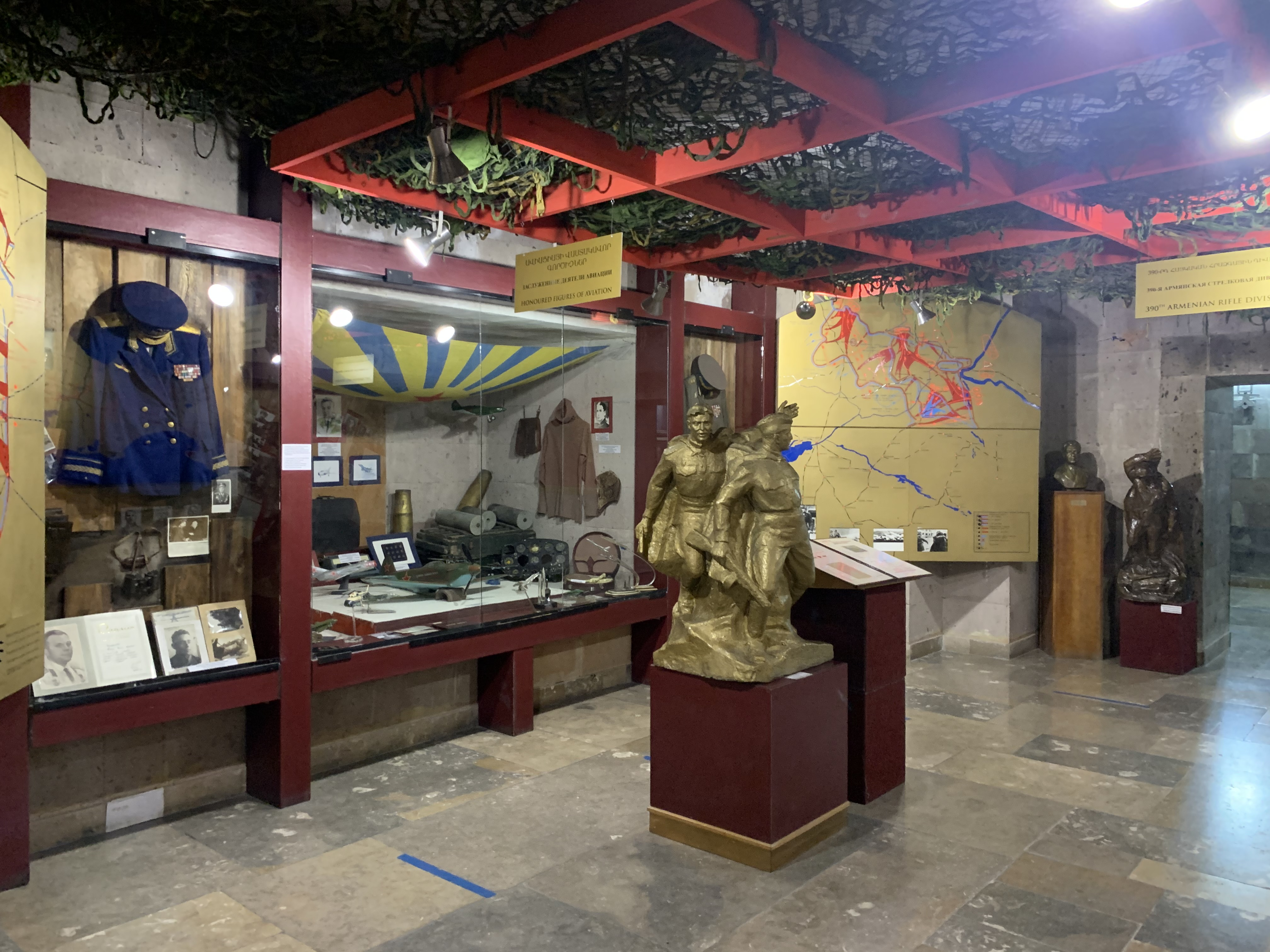
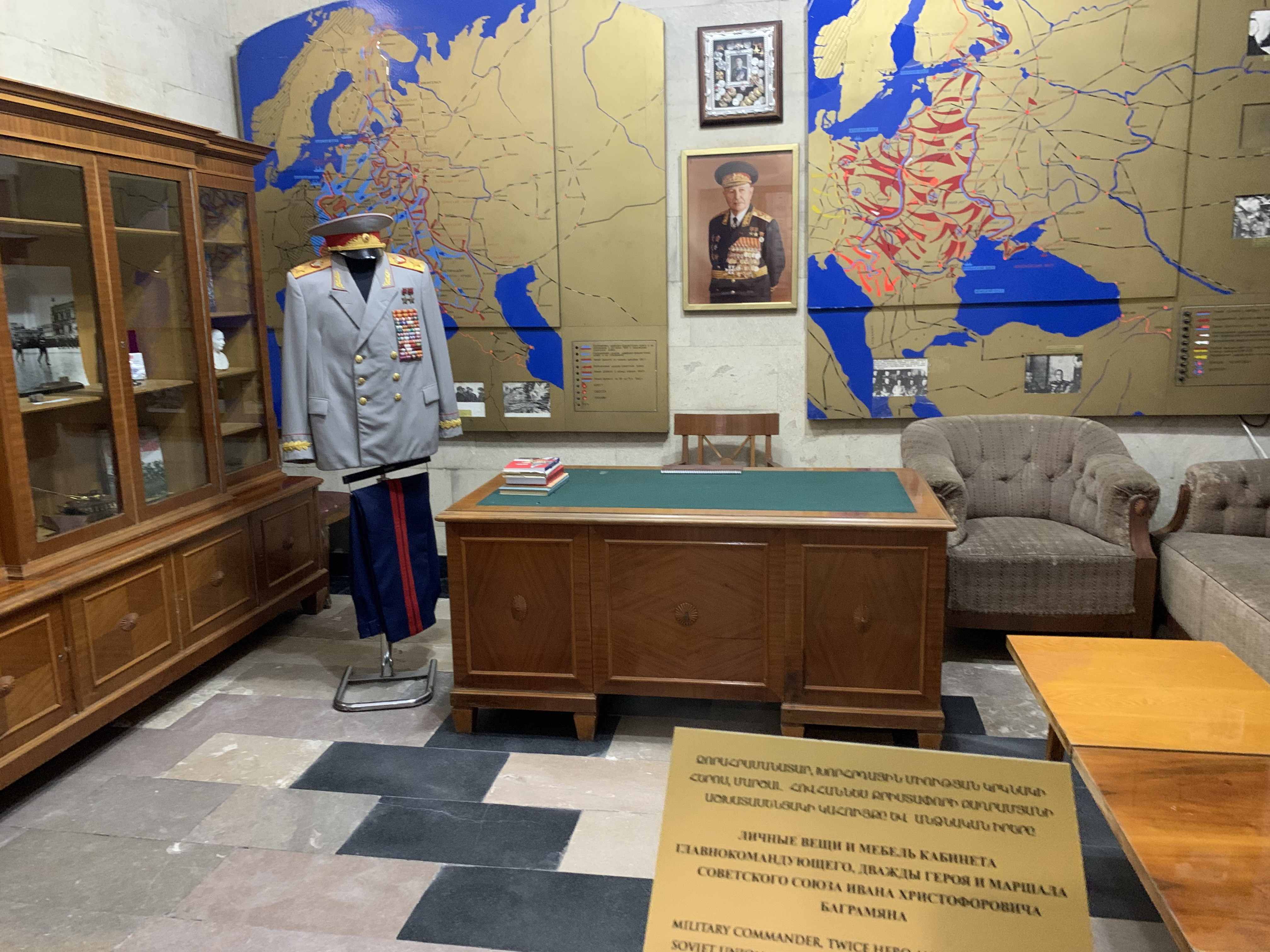